# The Ultimate Fighter: Brasil
The Ultimate Fighter: Brasil é uma edição do reality show The Ultimate Fighter do evento de MMA, Ultimate Fighting Championship. Esta temporada marcará a primeira vez que o show será filmado fora de Las Vegas, Nevada, e será composto de 12 episódios e um final ao vivo no Brasil. Será filmado em Português. A temporada será produzida pela Floresta, uma produtora brasileira, e irá ao ar no Brasil na Rede Globo com  o título The Ultimate Fighter Brasil: Em busca de campeões.
Em 13 de dezembro de 2011, durante a conferência de imprensa pré UFC 142, Dana White anunciou que os treinadores para a temporada serão: Vitor Belfort e Wanderlei Silva.
No dia 30 de Janeiro de 2012 o site TATAME.com divulgou com exclusividade os dois times completos, sendo o Time Belfort: Rodrigo Artilheiro (Wrestling), Francisco Filho (Karate), Luiz Carlos Dorea (Boxe) e Gilbert ‘Durinho’ Burns (Jiu-Jitsu). e Time Silva: Rafael Cordeiro (Muay Thai e MMA), Fabricio Werdum (Jiu-Jitsu), Renato Babalu (Wrestling e MMA) e André Dida (Boxe).
Em 10 de fevereiro de 2012 um dos donos do UFC, Lorenzo Fertitta anunciou através da sua conta no Twitter que o TUF Brasil será transmitido para o resto do mundo pelo site oficial do UFC. Nos Estados Unidos a transmissão ficará a cargo da Fuel TV.
No dia 12 de março de 2012 foi anunciado oficialmente os 32 participantes do The Ultimate Fighter Brasil.
As finais foram no dia 23 de junho de 2012 no UFC 147 que foi disputado no Ginásio Mineirinho em Belo Horizonte. 
No Brasil é exibido no Canal Combate e Rede Globo.
A 4ª temporada estreou na Rede Globo em 05 de abril a 21 de junho de 2015.

## Primeira temporada

### Elenco

#### Treinadores
Equipe Vitor/Franklin:
- Vitor Belfort
- Rodrigo Artilheiro
- Francisco Filho
- Luis Dórea
- Gilbert "Durinho" Burns

     Equipe Wanderlei:
- Wanderlei Silva
- Rafael Cordeiro
- Fabricio Werdum
- Renato Babalu
- André Dida

##### Lutadores
- Time Vitor
  - Pesos Penas
    - Rodrigo Damm, Anistávio "Gasparzinho" Medeiros, Godofredo "Pepey" de Oliveira, Hugo "Wolverine" Viana

  - Peso Médio
    - Cézar "Mutante" Ferreira, Sérgio "Serginho" Moraes, Thiago "Bodão" Perpétuo, Daniel Sarafian

- Time Wanderlei
  - Pesos Penas
    - Rony "Jason" Mariano Bezerra, Wagner "Galeto" Campos, Marcos Vinícius "Vina" Borges Pancini, John "Macapá" Teixeira

  - Pesos Médios
    - Francisco "Massaranduba" Trinaldo, Renee Forte, Delson "Pé de Chumbo" Heleno, Leonardo "Macarrão" Mafra Teixeira

- Lutadores Eliminados
  - Peso Pena: Rafael Bueno, Johnny "Cabeça" Gonçalves, Fernando Duarte Guerra, Dileno Lopes, Pedro Nobre, Alexandre "Sangue" Ramos, Giovanni "Soldado" da Silva Santos Jr., Fabricio "Guerra" de Assis Costa da Silva
  - Peso Médio: Charles Maicon, Gustavo "Labareda" Sampaio, Richardson "Monstrão" Moreira, Thiago Rela, João Paulo "Tuba" de Souza, Gilberto "Giba" Galvão, Fabio Luiz "Bolinho" Vital da Costa, Samuel Trindade

Participações Especiais
- Maurício Shogun
- Rodrigo Minotauro
- Rogério Minotouro
- José Aldo
- Júnior Cigano
- Lyoto Machida
- Anderson Silva
- Demian Maia

## Episódios
Episódio 1
- Os lutadores estão no octógono do  HSBC Arena quando Vitor Belfort e Wanderlei Silva entram na arena. Os treinadores explicam que ocorrerão dezesseis lutas eliminatórias. As lutas serão compostas por dois rounds de cinco minutos. Se houver empate após os dois rounds, haverá um terceiro round.
- Dana White entra para dar um discurso de motivação aos lutadores. Ele explica que o vencedor de cada categoria de peso vai ganhar um contrato internacional com o UFC.
- As lutas de eliminação foram então decididas:
  - Luta de Pesos Pena: Rony "Jason" Mariano Bezerra derrotou Dileno Lopes por nocaute técnico no primeiro round.
  - Luta de Pesos Médio: Francisco "Massaranduba" Trinaldo derrotou Charles Maicon por nocaute técnico no primeiro round.
  - Luta de Pesos Pena: Godofredo Pepey derrotou Johnny "Cabeça" Gonçalves por finalização (triângulo) no primeiro round.
  - Luta de Pesos Médio: Cézar "Mutante" Ferreira derrotou Gustavo "Labareda" Sampaio por finalização (guilhotina) no segundo round.
  - Luta de Pesos Pena: Hugo "Wolverine" Viana derrotou Alexandre "Sangue" Ramos por nocaute técnico no primeiro round.
  - Luta de Pesos Médio: Daniel Sarafian derrotou Richardson "Monstrão" Moreira por decisão depois de dois rounds.
  - Luta de Pesos Pena: Rodrigo Damm derrotou Fabricio "Guerra" de Assis Costa da Silva por finalização (mata-leão) no segundo round.
  - Luta de Pesos Pena: Wagner "Galeto" Campos derrotou Fernando Duarte Guerra por decisão depois de três rounds.
  - Luta de Pesos Médio: Sergio "Serginho" Moraes derrotou Thiago Rela por finalização (chave de calcanhar) no primeiro round.
  - Luta de Pesos Pena: Anistávio "Gasparzinho" Medeiros derrotou Rafael Bueno por decisão depois de três rounds.
  - Luta de Pesos Médio: Thiago "Bodão" de Oliveira Perpétuo derrotou João Paulo "Tuba" de Souza por decisão depois de três rounds.
  - Luta de Pesos Pena: John "Macapá" Teixeira derrotou Giovanni "Soldado" da Silva Santos Jr. por finalização (armlock) no primeiro round.
  - Luta de Pesos Médio: Delson "Pé de Chumbo" Heleno derrotou Gilberto "Giba" Galvão por decisão depois de dois rounds.
  - Luta de Pesos Médio: Renee Forte derrotou Fabio Luiz "Bolinho" Vital da Costa por decisão depois de dois rounds.
  - Luta de Pesos Pena: Marcos Vinícius "Vina" Borges Pancini derrotou Pedro Nobre por nocaute técnico no primeiro round.
  - Luta de Pesos Médio: Leonardo "Macarrão" Mafra Teixeira derrotou Samuel Trindade por decisão depois de três rounds.
- Os lutadores vencedores ficaram reunidos no octógono para receber os parabéns de Dana White, Vitor Belfort e Wanderlei Silva.

Episódio 2
- Os lutadores chegam na casa do The Ultimate Fighter Brasil. Quando eles escolhem suas camas, Anistávio "Gasparzinho" Medeiros, decide pegar um colchão e dormir fora.
- Os lutadores são levados para o ginásio do TUF, onde conheceram as instalações e foram atendidos por Dana White e os treinadores. White explica que o lutador que ganhar a melhor luta, a melhor finalização, ou o melhor nocaute vai ganhar R$45.000. White vira uma moeda com as cores de cada equipe. Quando a cor do time do treinador aparecer, ele poderá optar entre o escolher o primeiro lutador ou definir a primeira luta. O time vencedor de cada luta assume o controle na definição da próxima luta. Wanderlei Silva ganha quando a moeda foi lançada e decide pegar o primeiro lutador. Os lutadores são, então, escolhidos pelos treinadores na seguinte ordem:

| Treinador | 1º Escolhido                 | 2º Escolhido                 | 3º Escolhido           | 4º Escolhido                      | 5º Escolhido                        | 6º Escolhido    | 7º Escolhido             | 8º Escolhido                                   |
| --------- | ---------------------------- | ---------------------------- | ---------------------- | --------------------------------- | ----------------------------------- | --------------- | ------------------------ | ---------------------------------------------- |
| Wanderlei | Rony "Jason" Mariano Bezerra | Delson "Pé de Chumbo" Heleno | John "Macapá" Teixeira | Francisco "Massaranduba" Trinaldo | Marcos Vinicius "Vina"              | Renee Forte     | Wagner "Galeto" Campos   | Leonardo "Macarrão" Mafra Teixeira             |
| Vitor     | Cézar "Mutante" Ferreira     | Hugo "Wolverine" Viana       | Daniel Sarafian        | Rodrigo Damm                      | Thiago "Bodão" de Oliveira Perpetuo | Godofredo Pepey | Sergio "Serginho" Moraes | Anistávio "Gasparzinho" Medeiros de Figueiredo |

- Após as seleções da equipes, Dana White anunciou que vai voltar para os Estados Unidos e não retornará até o final da temporada.
- Gasparzinho está chateado por ter sido o último a ser escolhido. Belfort diz queria ele em sua equipe, independentemente da ordem no qual ele foi escolhido.
- Vitor Belfort anuncia que a primeira luta será entre Wagner "Galeto" Campos e Godofredo Pepey.
- Galeto, em uma entrevista emocional, reflete sobre os sacrifícios de sua família e o que os amigos fizeram para ele. Ele espera ser capaz de retribuir o favor e deixar suas filhas orgulhosas por ganhar e ter sucesso na competição. Durante uma sessão de treinamento, ele queixa-se de um músculo da coxa ferida.
- Os treinadores anunciam que um dos quatro finalistas, o lutador que terminar sua luta em menos tempo vai ganhar um Ford Ranger.
- No dia da luta José Aldo vai para o ginásio do TUF para atender os lutadores, dar conselhos e observar as lutas.
  - Luta de Pesos Pena: Godofredo Pepey derrotou Wagner "Galeto" Campos por decisão unânime depois de dois rounds.

Episódio 3
- Vitor Belfort anuncia que a primeira luta dos pesos médios será entre Renee Forte e Daniel Sarafian.
- Delson Pé de Chumbo discute com seus companheiros de equipe para que os membros de ambas as equipes dividssem um quarto. Ele sugere que os quartos deverão ser divididos de forma que apenas as pessoas de uma só equipe permanecessem nele.
- Durante a pesagem oficial, ambos os lutadores conseguem atingir o peso máximo de 84kg.
- Rodrigo Damm e Anistávio Gasparzinho tem uma discussão verbal na van no caminho de volta para casa no que diz respeito a fazer piadas sobre a outra equipe. Damm acredita que é desrespeitoso e que Gasparzinho não deve fazê-lo, no entanto, Gasparzinho sente que é apenas uma brincadeira.
- O convidado especial para o dia da luta é Junior dos Santos. Ele se encontra com todos os lutadores antes da luta.
  - Luta de Pesos Médios: Daniel Sarafian derrotou Renee Forte por finalização com um mata-leão no segundo round.
- Após a luta, Cigano visita os lutadores na casa do The Ultimate Fighter para conversar com eles e oferecer-lhes conselhos. Um dos lutadores perguntou sobre os esforços para reduzir a dengue em partes do Brasil. A campanha começou na Bahia, onde Cigano vem trabalhando com o Departamento de Saúde para combater a doença.

Episódio 4
- Anistávio Gasparzinho passa a noite toda fazendo piadas e atrapalhando o sono dos outros lutadores. Ele foi repreendido fora de casa, mas fez barulho suficiente para ser deixado para trás dentro. Rony Jason decidiu que se ele não ia conseguir dormir devido às ações de Gasparzinho, ele ia treinar pela noite. Enquanto trabalhava com uma saco de pancadas, Rodrigo Damm se aproxima de Rony para pedir para ele parar porque isso perturba os outros. Rony diz que Damm e o Time Vitor, que começaram a incomodar as pessoas durante a noite.
- Rony Jason se aproxima dos lutadores e treinadores do Time Vitor no centro de treinamento e explica a situação da noite anterior. Vitor Belfort agradeçe a Rony pela sua explicação e expressa um desejo de que a situação pode ser tratada melhor no futuro.
- No caminho para o centro de treinamento, Rodrigo Damm se queixa de que os treinadores não lhes disseram com antecedência qual seria a próxima luta.
- Vitor Belfort anuncia a próxima luta dos Pesos Pena entre John Macapá e Rodrigo Damm.
- Durante a pesagem oficial, ambos os lutadores conseguem atingir o peso da categoria.
  - Luta de Pesos Pena: Rodrigo Damm derrotou John Macapá por decisão dividida depois de três rounds.

Episódio 5
- Gasparzinho simula uma transmissão de rádio na casa e fala sobre Rodrigo Damm e suas constantes reclamações.
- Belfort anunciou a próxima luta e escolheu o seu pupilo e primeira escolha, Cézar Ferreira contra Leonardo Mafra, o mais jovem da casa, com 22 anos.
  - Luta de Pesos Médio: Cézar "Mutante" Ferreira derrotou Leonardo "Macarrão" Mafra por finalização (guilhotina) no primeiro round.

Episódio 6
- O comportamento arrogante de Godofredo Castro deixa os outros lutadores da casa revoltados.
- A próxima luta é anunciada por Vitor que escolhe Hugo Viana contra Marcos Vinícius.
  - Luta de Pesos Pena: Hugo "Wolverine" Viana derrotou Marcos "Vina" Vinícius por decisão unânime após dois rounds.
- Os treinadores do Time Wanderlei repreendem os seus atletas por não os ouvirem no córner e os comparam com diamantes brutos que não acreditam não força que têm.
- Silva está chateado que Rony Jason e Anistávio Medeiros, que têm sido amigos por dois anos, serão obrigados a lutar entre si.
- Lyoto Machida, ex-campeão meio-pesado do UFC, faz uma aparição na casa do TUF.

Episódio 7
- Cinco derrotas consecutivas começam a afetar o moral da equipe azul.
- A Equipe Wanderlei puxa uma brincadeira com a equipe verde, desenhando um bigode, barba e chapéu em um grande pôster de Belfort.
  - Luta de Pesos Pena: Rony "Jason" Mariano derrotou Anistávio "Gaspazinho" Medeiros por finalização (chave de braço) no primeiro round.
- Após a luta, Wanderlei fica indignado com a escolha da luta de Belfort por envolver dois amigos lutando entre si. Belfort argumentou que era para ser dessa forma e que tipo de mundo seria se Deus respondesse as orações de todos.

Episódio 8
- Silva anunciou a próxima luta entre Francisco Trinaldo e Thiago Perpétuo, um sobrevivente de câncer.
  - Luta de Pesos Médio: Thiago "Bodão" Perpétuo derrotou Francisco "Massaranduba" Trinaldo por nocaute técnico após Trinaldo não conseguir continuar a luta.
- A última luta das quartas de final é automaticamente prevista: Sérgio Moraes enfrentará contra Delson Heleno. Ambos são de campeões mundiais de jiu-jitsu brasileiro e aos 34 anos, Heleno é o lutador mais velho da casa.

Episódio 9
- O campeão Peso Médio do UFC, Anderson Silva, fez uma visita ao Time Wanderlei. Anderson participou de brincadeiras com os lutadores do time azul onde ele desenha um coração e um pé no cartaz Belfort, fazendo alusão ao chute que acertou e nocauteou Vitor no UFC 126
  - Luta de Pesos Médio: Sérgio Moraes derrotou Delson Heleno "Pé de Chumbo" por finalização (mata-leão) no primeiro round.
- Como Time Vitor tinha sete lutadores nas semifinais e Time Wanderlei só tinha um, White considerou que havia uma desequilíbrio e exigiu que Belfort enviasse três de seus lutadores que venceram para a equipe Wanderlei e o mesmo deveria enviar três dos perdedores da equipe azul para a equipe verde.

Episódio 10
- Thiago Perpétuo, Sérgio Moraes, e Godofredo Castro são os selecionados para serem enviados para o Time Wanderlei que enviou Marcos Vinícius, Renee Forte e Delson Heleno para a equipe. Durante o anúncio da troca de atletas, Vitor chorou pois não queria enviar nenhum de seus atletas para o time Wanderlei, visto que haviam criado um laço de amizade e que foi uma escolha muito difícil, atitude essa que foi ironizado por Wanderlei dizendo que tudo aquilo não passava de um "teatro".
- Rodrigo Damm era esperado para enfrentar Godofredo Castro, porém Damm sofreu problemas renais pelo fato de ter que perder peso várias vezes.
- Os médicos removeram Damm da competição e o substituíram por Marcos Vinícius.
  - Luta de Pesos Pena: Godofredo "Pepey" Castro derrotou Marcos "Vina" Vinícius por finalização (chave de braço) no segundo round.

Episódio 11
- O Desafio dos Técnicos foi apresentado por Dana White. O desafio seria uma disputa de pênaltis entre os treinadores. Cada um teria o direito de cobrar dez pênaltis e quem acertasse mais levaria R$ 45.000,00 e os lutadores da equipe vencedora receberiam R$2.000,00 cada. Para o Desafio dos Técnicos, Paulo Henrique Ganso e o ex-goleiro Marcos foram chamados para auxiliar os treinadores. Vitor foi o vencedor do desafio.
- Demian Maia fez uma visita para o Time Vitor para desejar boa sorte ao seu pupilo, Sarafian.
  - Luta de Pesos Médio: Daniel Sarafian derrotou Sérgio Moraes após acertar uma joelhada voadora no primeiro round.

Episódio 12
- Ambos os lutadores bateram o peso.
  - Luta de Pesos Pena: Rony "Jason" Mariano venceu Hugo "Wolverine" Viana por decisão unânime após três rounds.
- Rodrigo Minotauro, Rogério Minotouro e Maurício Shogun fizeram uma visita a casa do TUF.

Episódio 13
- Ambos os lutadores bateram o peso e foram confirmados para suas lutas.
  - Luta de Pesos Médio: Cézar "Mutante" Ferreira derrotou Thiago "Bodão" Perpétuo por nocaute após acertar um lindo chute na cabeça de Perpétuo.
- Ferreira, que somou apenas seis minutos e sete segundos de tempo em todas as suas lutas, foi declarado o lutador mais rápido do TUF e ganhou uma Ford Ranger
- Depois, houve uma festa na casa do TUF, em que os lutadores amarraram Medeiros para pagar por todas suas brincadeiras feitas na casa.

## Chave do Torneio

### Chave dos Pesos Penas
|  | Elimination Round  | Elimination Round |                  |     | Semifinais | Semifinais |  |  | Final | Final |
|  |                    |                   |                  |     |            |            |  |  |       |       |
|  |                    |                   |                  |     |            |            |  |  |       |       |
|  |                    |                   |                  |     |            |            |  |  |       |       |
|  | Godofredo Castro   | DU                |                  |     |            |            |  |  |       |       |
|  | Godofredo Castro   | DU                |                  |     |            |            |  |  |       |       |
|  | Wagner Campos      | 2                 |                  |     |            |            |  |  |       |       |
|  | Wagner Campos      | 2                 | Godofredo Castro | FIN |            |            |  |  |       |       |
|  |                    |                   | Godofredo Castro | FIN |            |            |  |  |       |       |
|  |                    | Marcos Vinícius*  | 2                |     |            |            |  |  |       |       |
|  | Rodrigo Damm       | Marcos Vinícius*  | 2                | DD  |            |            |  |  |       |       |
|  | Rodrigo Damm       |                   |                  | DD  |            |            |  |  |       |       |
|  | John Teixeira      | 3                 |                  |     |            |            |  |  |       |       |
|  | John Teixeira      | 3                 | Godofredo Castro | 3   |            |            |  |  |       |       |
|  |                    |                   | Godofredo Castro | 3   |            |            |  |  |       |       |
|  |                    | Rony Jason        | DU               |     |            |            |  |  |       |       |
|  | Hugo Viana         | Rony Jason        | DU               | DU  |            |            |  |  |       |       |
|  | Hugo Viana         |                   |                  | DU  |            |            |  |  |       |       |
|  | Marcos Vinícius    | 2                 |                  |     |            |            |  |  |       |       |
|  | Marcos Vinícius    | 2                 | Hugo Viana       | 3   |            |            |  |  |       |       |
|  |                    |                   | Hugo Viana       | 3   |            |            |  |  |       |       |
|  |                    | Rony Jason        | DU               |     |            |            |  |  |       |       |
|  | Anistavio Medeiros | Rony Jason        | DU               | FIN |            |            |  |  |       |       |
|  | Anistavio Medeiros |                   |                  | FIN |            |            |  |  |       |       |
|  | Rony Jason         | 1                 |                  |     |            |            |  |  |       |       |
|  | Rony Jason         | 1                 |                  |     |            |            |  |  |       |       |

### Chave dos Pesos Médios
|  | Elimination Round  | Elimination Round |                 |     | Semifinais | Semifinais |  |  | Final | Final |
|  |                    |                   |                 |     |            |            |  |  |       |       |
|  |                    |                   |                 |     |            |            |  |  |       |       |
|  |                    |                   |                 |     |            |            |  |  |       |       |
|  | Daniel Sarafian    | FIN               |                 |     |            |            |  |  |       |       |
|  | Daniel Sarafian    | FIN               |                 |     |            |            |  |  |       |       |
|  | Renee Forte        | 2                 |                 |     |            |            |  |  |       |       |
|  | Renee Forte        | 2                 | Daniel Sarafian | KO  |            |            |  |  |       |       |
|  |                    |                   | Daniel Sarafian | KO  |            |            |  |  |       |       |
|  |                    | Sérgio Moraes     | 1               |     |            |            |  |  |       |       |
|  | Sérgio Moraes      | Sérgio Moraes     | 1               | FIN |            |            |  |  |       |       |
|  | Sérgio Moraes      |                   |                 | FIN |            |            |  |  |       |       |
|  | Delson Heleno      | 1                 |                 |     |            |            |  |  |       |       |
|  | Delson Heleno      | 1                 | Sérgio Moraes** | 3   |            |            |  |  |       |       |
|  |                    |                   | Sérgio Moraes** | 3   |            |            |  |  |       |       |
|  |                    | Cezar Ferreira    | DU              |     |            |            |  |  |       |       |
|  | Cezar Ferreira     | Cezar Ferreira    | DU              | FIN |            |            |  |  |       |       |
|  | Cezar Ferreira     |                   |                 | FIN |            |            |  |  |       |       |
|  | Leonardo Mafra     | 2                 |                 |     |            |            |  |  |       |       |
|  | Leonardo Mafra     | 2                 | Cezar Ferreira  | KO  |            |            |  |  |       |       |
|  |                    |                   | Cezar Ferreira  | KO  |            |            |  |  |       |       |
|  |                    | Thiago Perpétuo   | 1               |     |            |            |  |  |       |       |
|  | Thiago Perpétuo    | Thiago Perpétuo   | 1               | TKO |            |            |  |  |       |       |
|  | Thiago Perpétuo    |                   |                 | TKO |            |            |  |  |       |       |
|  | Francisco Trinaldo | 2                 |                 |     |            |            |  |  |       |       |
|  | Francisco Trinaldo | 2                 |                 |     |            |            |  |  |       |       |

* Damm sofreu problemas renais e foi substituído por Vinícius.
** Sarafian se lesionou logo após o reality show e foi substituído por Moraes para a final.
|       |  | Time Vitor/Franklin |
|       |  | Time Wanderlei      |
| DU    |  | Decisão Unânime     |
| DM    |  | Decisão Majoritária |
| DD    |  | Decisão Dividida    |
| FIN   |  | Finalização         |
| (T)KO |  | Nocaute Técnico     |

## Bônus da Temporada
- Luta da Temporada:  Thiago Perpétuo vs. Francisco Trinaldo
- Nocaute da Temporada:  Cézar Ferreira (vs. Thiago Perpétuo)
- Finalização da Temporada:  Rony Jason (vs.Anistávio Medeiros)